# Cuatzontitla
Cuatzontitla är en ort i Mexiko.   Den ligger i kommunen Tamazunchale och delstaten San Luis Potosí, i den sydöstra delen av landet, 200 km norr om huvudstaden Mexico City. Cuatzontitla ligger 153 meter över havet och antalet invånare är 256.
Terrängen runt Cuatzontitla är huvudsakligen kuperad, men åt nordost är den platt. Runt Cuatzontitla är det ganska tätbefolkat, med 56 invånare per kvadratkilometer. Närmaste större samhälle är Tamazunchale, 4,2 km norr om Cuatzontitla. I omgivningarna runt Cuatzontitla växer huvudsakligen savannskog.